# Cantus naturalis
Cantus naturalis (von lat. cantus = Gesang und naturalis = natürlich) entstammt als Begriff der mittelalterlichen Hexachordlehre und bezeichnet die vokale, später auch instrumentale Verwendung des Hexachordum naturale (C-D-E-F-G-A).
Entsprechend bezeichnet 
- Cantus durus (von lat. durus, hart) die Verwendung des Hexachordum durum (G-A-H-c-d-e).

- Cantus mollis (von lat. mollis, weich) die Verwendung des Hexachordum molle (F-G-A-B-c-d).

Aus den beiden letzten Begriffen ging die Bezeichnung der Tongeschlechter Dur und Moll hervor.